# 羅塔國際機場
羅塔國際機場（英語：Rota International Airport）是北馬里亞納群島羅塔島上的一座國際機場。

## 航空公司與目的地
| 航空公司       | 目的地     |
| -------------- | ---------- |
| 星馬里亞納航空 | 關島、塞班 |
| 聯合航空       | 關島、塞班 |